# 한별 (가수)
한별(2003년 4월 10일 ~ )은 대한민국의 가수다. 2021년 노래 '하얀 나비'로 데뷔했다.

## 방송
- 캡틴 (2020) - 준우승
- 걸스 온 파이어 (2024) - Top32